# 高原弘造
高原 弘造（たかはら こうぞう 1845年5月 - 1918年12月4日）は、日本の建築家。

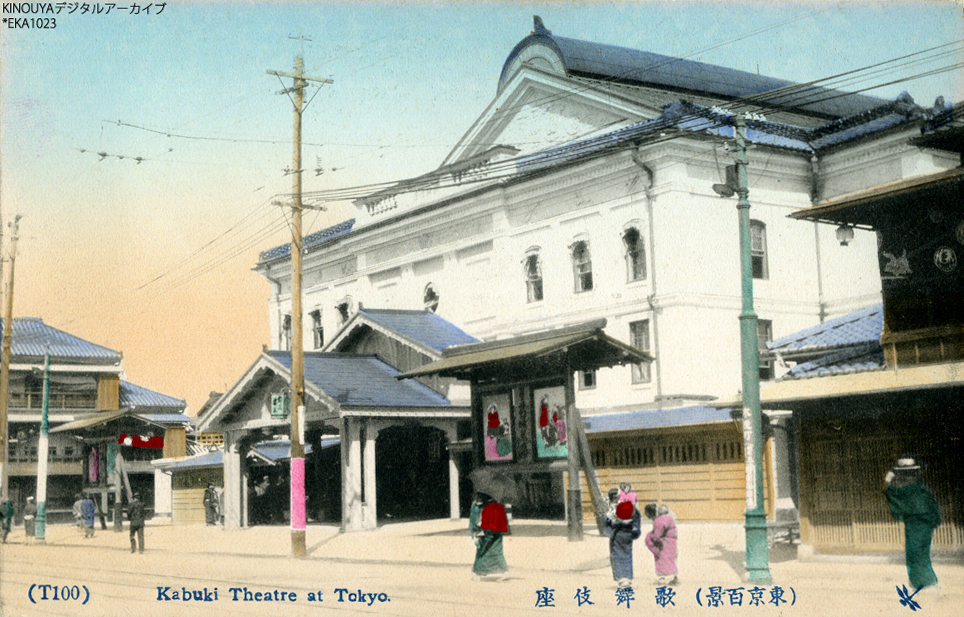
歌舞伎座

## 略歴
- 1871年、高松藩から英国に派遣され建築学を学ぶ。
  - 廃藩置県後は工部省の留学生となる。
- 1874年、帰国しジョサイア・コンドルの助手を勤める。
  - その後日本土木会社(後の大倉組、現在の大成建設)の技師長をつとめた。

## 作品
- 横浜衛生試験所（1888年）
- 歌舞伎座（1889年）